# Wojciech Stachowiak
Wojciech Stachowiak (né le 3 juillet 1999 à Gdańsk en Pologne) est un joueur professionnel allemand de hockey sur glace. Il évolue au poste d'attaquant.

## Biographie

### Carrière en club
Formé au Stoczniowiec Gdansk, il joue dans les équipes de jeunes du ES Weißwasser, du Krefelder EV, et de l'Adler Mannheim. En 2017-2018, il part en Amérique du Nord et évolue dans l'USHL. De 2018 à 2020, il poursuit un cursus universitaire à l'Université d'État du Michigan. Il porte les couleurs des Spartans de Michigan State dans le championnat NCAA. En 2020, il joue ses premiers matchs dans la DEL avec l'ERC Ingolstadt.

### Carrière internationale
Il représente l'Allemagne au niveau international. Il prend part aux sélections jeunes.

## Statistiques

### En club
| Saison    | Équipe                          | Ligue |    | Saison régulière | Saison régulière | Saison régulière | Saison régulière | Saison régulière |   | Séries éliminatoires | Séries éliminatoires | Séries éliminatoires | Séries éliminatoires | Séries éliminatoires |
| Saison    | Équipe                          | Ligue | PJ | B                | A                | Pts              | Pun              | PJ               | B | A                    | Pts                  | Pun                  |                      |                      |
| 2017-2018 | Flying Aces de Central Illinois | USHL  | 38 | 9                | 10               | 19               | 14               | -                | - | -                    | -                    | -                    |                      |                      |
| 2018-2019 | Spartans de Michigan State      | B1G   | 27 | 4                | 0                | 4                | 4                | -                | - | -                    | -                    | -                    |                      |                      |
| 2019-2020 | Spartans de Michigan State      | B1G   | 13 | 0                | 1                | 1                | 0                | -                | - | -                    | -                    | -                    |                      |                      |
| 2019-2020 | ERC Ingolstadt                  | DEL   | 8  | 0                | 1                | 1                | 4                | -                | - | -                    | -                    | -                    |                      |                      |
| 2020-2021 | ERC Ingolstadt                  | DEL   | 25 | 3                | 3                | 6                | 10               | 5                | 1 | 0                    | 1                    | 0                    |                      |                      |
| 2021-2022 | ERC Ingolstadt                  | DEL   | 47 | 2                | 3                | 5                | 14               | 2                | 0 | 0                    | 0                    | 0                    |                      |                      |
| 2021-2022 | Ravensburg Towerstars           | DEL2  | 5  | 4                | 1                | 5                | 0                | -                | - | -                    | -                    | -                    |                      |                      |
| 2022-2023 | ERC Ingolstadt                  | DEL   | 56 | 16               | 18               | 34               | 13               | 16               | 3 | 2                    | 5                    | 2                    |                      |                      |
| 2023-2024 | ERC Ingolstadt                  | DEL   | 51 | 11               | 17               | 28               | 28               | 7                | 2 | 3                    | 5                    | 4                    |                      |                      |